# Dödskallemärkning
Dödskallemärkning är en populär beteckning för den interncensur som utövades vid Sveriges Radios grammofonarkiv från 1959 till mitten av 1970-talet. Censuren kunde bland annat drabba låtar med ekivok text, med reklaminslag eller av "olämpliga" artister. Det fanns på Sveriges Radio inget formellt förbud mot att spela "dödskallemärkt" musik i radion, men det var en rekommendation att överväga spelandet mer noga än vad som gäller annan musik. Jazz- eller poparrangemang av klassiska stycken fick även de ofta en röd dödskalle stämplad på omslaget, och de inspelningarna var de enda skivor som fick en bokstavlig dödskallemärkning.
"Dödskallemärkt" har senare blivit ett begrepp för företeelser som anses oönskade i det offentliga rummet. 

## Exempel
- Från ca 1945: Låtar av eller med sångaren Johnny Bode
- 1948: Rumban "Det är så hälsosamt och stärkande i fjällen" med Lennart Hagvall och Einar Groths orkester (vågad text)
- 1960-talet: Monologen Bunta ihop dom med Lars Ekborg för att den norrlänning han spelade sa att "Stockholmsjävlar, gammalt folk, kärringar över 40, lappjävlar, hottentotter, finnjävlar, folk som ligger på lasarett, raggare, zigenare och mopedister" skulle man bara bunta ihop och slå ihjäl; "en får inte vara blödig". Det var menat som en ironi.[4]
- 1966 blev tre låtar av Owe Thörnqvist dödskallemärkta, bland dem "Födelsedagen".
- 1973: "Kodachrome" med Paul Simon (reklam)
- 1980-talet: Flera låtar med Eddie Meduza, bland andra "Mera brännvin" och "Epa-traktorn".
- Låtar av Cornelis Vreeswijk blev visserligen inte dödskallemärkta, men flera blev däremot markerade "Obs! Texterna!", som en varning till producenter att spela dem med försiktighet.